# Antoon Breyne
Pour les articles homonymes, voir Breyne.
Antoon Jérôme Breyne, de son pseudonyme De Wijze ou Antoon Vanhaverbeke, né le 6 mai 1910 à Ypres et mort le 12 juin 1986 à Jette est un journaliste et un homme politique belge, membre du Christelijke Volkspartij (CVP), parti chrétien flamand.
Breyne fait des études à l'Université catholique de Louvain et obtient en 1933 un diplôme de docteur en droit, en philologie thomistique et a également étudié les sciences politiques et sociales. 
Il se lance alors dans une carrière de journaliste collaborant à diverses publications. Il a été directeur de l'hebdomadaire Elckerlyc en 1935, rédacteur de la rubrique étranger du quotidien De Courant en 1937. Après la disparition de ce quotidien, il prête sa collaboration de journaliste au journal Het Volk - De tijd jusqu'au début de la Seconde Guerre mondiale.  
En novembre 1944, Breyne rejoint la rédaction politique du quotidient De Nieuwe Standaard (ensuite De Nieuwe Gids) dont il devient directeur-rédacteur en chef de 1958 à 1975. Il devient enfin président de l'Institut belge d'Information et de Documentation (INBEL).
Il a eu une carrière académique, étant professeur extraordinaire à l'Université catholique de Louvain.
Il est coopté sénateur CVP en suppléance de Marcel Decoene (1960-1961).

## Distinctions
- Officier de l'ordre de la Couronne.
- Officier de l'ordre de Léopold II.
- Chevalier de l'ordre Royal du Lion (Congo belge).
- Officier de l'ordre d'Orange-Nassau (Pays-Bas).
- Commandeur de l'ordre de Saint-Grégoire-le-Grand (Vatican).